# Konni Wetzer
Konrad (Konni) Wetzer, född 1871 i Helsingfors, död 1940, var en finländsk teaterchef. Bror till Martin Wetzer.
Scendebut 1892 på Svenska Teatern i Helsingfors i "En skandal". Biträdande regissör 1898-1903. Han var redaktör och chef för Svenska Teatern i Helsingfors 1904-1916 och chef för Vasa Teater 1921-1928. Wetzer anslöt sig till jägarrörelsen och Vörå militärskola. Som yrkesman strävade han efter att bevara de rikssvenska skådespelarna på Svenska Teatern i Helsingfors, då man ville ersätta dem med finlandssvenskar, samt uppsatte några tyska, franska och inhemska verk.

## Teater

### Regi (ej komplett)
| År   | Produktion             | Upphovsmän    | Teater             |
| ---- | ---------------------- | ------------- | ------------------ |
| 1931 | Diktatorn Le Dictateur | Jules Romains | Åbo Svenska Teater |